# Конари (Єнджейовський повіт)
Конари (пол. Konary) — село в Польщі, у гміні Водзіслав Єнджейовського повіту Свентокшиського воєводства.
Населення — 202 особи (2011).
У 1975-1998 роках село належало до Келецького воєводства.

## Демографія
Демографічна структура на день 31 березня 2011 року:
|          | Загалом | Допрацездатний вік | Працездатний вік | Постпрацездатний вік |
| -------- | ------- | ------------------ | ---------------- | -------------------- |
| Чоловіки | 109     | 24                 | 72               | 13                   |
| Жінки    | 93      | 16                 | 50               | 27                   |
| Разом    | 202     | 40                 | 122              | 40                   |